# Chimata-no-kami
Chimata-no-kami (岐の神?   literalmente, “deidad de la bifurcación de un camino”) o Tsuji-no-kami (辻の神?   literalmente, “deidad del cruce”) se refiere dentro de la creencia popular japonesa a los kami que protegen de la entrada de plagas, epidemias, deidades y espíritus malignos. También son los protectores de las bifurcaciones, carreteras, caminos, autopistas y cruces.

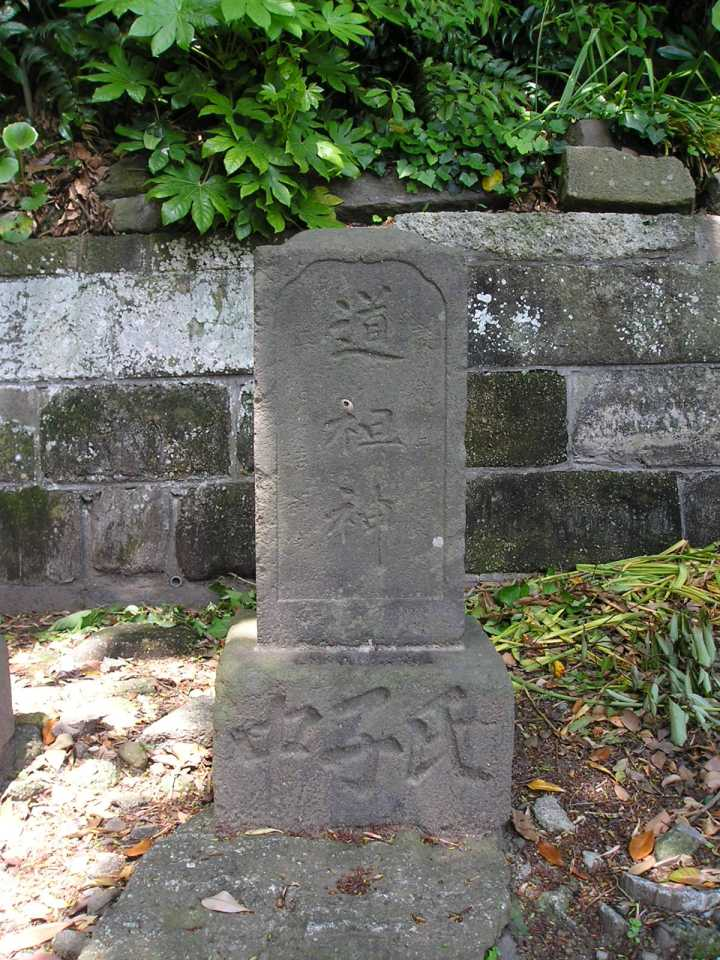
Dōsojin, uno de los Chimata-no-kami.

Uno de los Chimata-no-kami más importantes es el Sae-no-kami o Dōsojin (賽の神 literalmente, “kami que obstruye”?), y que impide la entrada de deidades y espíritus malignos.
- Datos: Q2963653